# Editorial Rollán
Editorial Rollán, S. A. fue una editorial española, ubicada en Madrid y dedicada a la producción de literatura popular y tebeos, que fuera fundada en 1949 por Manuel Rollán Rodríguez, de quien procede su nombre. Posteriormente se asociaría con Francisco Laínz, quien incorporó colecciones de mucha calidad, como las historias de Antoñita la fantástica, los cuentos de El viejo y el niño, historias con un personaje anciano y un niño, cada una diferente, que se editaron como libro completo y como cuentos separados para su venta en kioskos. Francisco Laínz aportó grandes ideas para hacer llegar a todos los públicos ediciones de calidad, como la venta desglosada por cuentos de algunos de sus libros, lo que facilitó que cualquiera pudiese comprar dichos libros a plazos.

## Trayectoria editorial
La editorial comenzó lanzando colecciones de novelas populares, como F.B.I. (1950), escrita por Alfonso Rubio Manzanares, que pronto contaría con su versión en forma de cuaderno de historietas: Aventuras del FBI. Volcada en el nuevo mercado, produciría otras series de éxito, como El Jeque blanco (1951) y Mendoza Colt (1955), implantando una iconografía distintiva para cada uno de ellas.
En 1964, Corín Tellado, que había decidido no renovar su contrato con Bruguera, empezó a trabajar para Rollán.

## Colecciones de tebeos
| Título            | Año  | Guionista               | Dibujante                  | Ejemplares | Tipo     | Tamaño  | Periodicidad | Precio facial en pesetas |
| ----------------- | ---- | ----------------------- | -------------------------- | ---------- | -------- | ------- | ------------ | ------------------------ |
| Aventuras del FBI | 1951 | Alfredo Manzanares      | Luis Bermejo               | 252        | Cuaderno | 20 x 29 | Quincenal    | 1,25                     |
| El Jeque blanco   | 1951 | Miguel González Casquel | José Laffond, Armando      | 137        | Cuaderno | 17 x 24 | Quincenal    | 1,25                     |
| Mendoza Colt      | 1955 | Miguel González Casquel | Santiago Martín, Armando   | 120        | Cuaderno | 17 x 24 | Semanal      | 1,50                     |
| Rock Vanguard     | 1958 | Miguel González Casquel | Antonio Guerrero           | 12         | Cuaderno | 26 x 19 | Semanal      |                          |
| Montana           | 1961 | Jarber                  | L. Blanco                  | 120        | Cuaderno | 17 x 23 | Semanal      | 1,50                     |
| Doc Savage        | 1961 | Miguel González Casquel | Antonio Hernández Palacios | 26         | Cuaderno | 17 x 23 | Semanal      |                          |
| Aguilas de Guerra | 1973 | Varios                  | Varios                     |            |          | 27 x 21 |              |                          |
| Adam & Evans      | 1977 |                         | Romeu                      | 4          |          | 27 x 21 |              |                          |

## Valoración
Editorial Rollán fue una de las pocas editoriales de tebeos de calidad ubicada en Madrid.